# Andrew Sydenham Farrar Gow
Andrew Sydenham Farrar Gow FBA (* 27. August 1886 in London; † 2. Februar 1978) war ein britischer Gräzist.

## Leben
Gow, Sohn des Reverend James Gow (1854–1923), eines Headmasters der Westminster School, stammte aus London, besuchte die Rugby School und studierte Classics am Trinity College, Cambridge. Von 1911 an war er Fellow des Trinity College. Von 1914 bis 1925 war er am Eton College als Assistant Master tätig. 1925 kehrte er als Lecturer an das Trinity College und als University Lecturer an die Universität Cambridge zurück. Von 1929 bis 1942 war er zudem Tutor am Trinity College. 1943 wurde er zum Fellow der British Academy ernannt, 1947 zum Brereton Reader in Classics. 1951 wurde er emeritiert.
Gow stand in enger Verbindung zu A. E. Housman und war ein Freund des Altphilologen Alwyn Faber Scholfield (1884–1969), des Bibliothekars der Cambridge University Library. In Eton war Gow George Orwells Tutor. Orwell bat ihn 1927 um Rat, als er sich mit dem Plan trug, Schriftsteller zu werden, und blieb mit ihm in Kontakt.
1973 wurde er mit der Kenyon Medal for Classical Studies ausgezeichnet.
Gows Privatbibliothek, in die Teile von Housmans Bibliothek durch Schenkung gelangt waren, als Housman Gow zu seinem literarischen Nachlassverwalter machte, wurde 1979 vom Verlag E. J. Brill aufgekauft. Über einen japanischen Buchhändler gelangte sie schließlich in die Bibliothek der Waseda-Universität. Seit 1981 ist sie dort als Sondersammlung Gow Bunko der Zentralbibliothek durch den Katalog Gau bunko mokuroku bibliographisch erschlossen. Sie umfasst 2.052 Bände zur altgriechischen und lateinischen Literatur unter besonderer Berücksichtigung der bukolischen Dichtung des Theokrit.
Am 20. Oktober 2012 äußerte Brian Sewell die Vermutung, dass Gow der „fünfte Mann“ und „spy master“ der Cambridge Five gewesen sei.

## Forschungsschwerpunkte
Gow arbeitete zur hellenistischen griechischen Dichtung (zu Theokrit und den Bukolikern, zu Nikander, zur Griechischen Anthologie und zu Machon). Sein Lebenswerk ist die zweibändige kommentierte Edition der Gedichte Theokrits und die gemeinsam mit Denys Page angelegte und übersetzte Edition der Griechischen Anthologie.

## Schriften (Auswahl)
Kritische Texteditionen
- (Hrsg.): Theocritus. Cambridge University Press, Cambridge 1952.
- (Hrsg.): Bucolici Graeci. Clarendon Press, Oxford 1952 (Oxford Classical Texts), ISBN 0-19-814517-9.
- (Hrsg., mit Alwyn Faber Scholfield): Nicander. The poems and poetical fragments. Cambridge University Press, Cambridge 1953.
- (Hrsg., Übers., mit Denys Page): The Greek Anthology: Hellenistic Epigrams. Cambridge University Press, Cambridge 1965, 2 Bde.
- (Hrsg., Übers., mit Denys Page): The Greek Anthology: The Garland of Philip and Some Contemporary Poems. Cambridge University Press, Cambridge 1968, 2 Bde.
- (Hrsg.): Machon. The Fragments. Cambridge University Press, Cambridge 1965, hardback ISBN 0-521-05631-4, paperback ISBN 0-521-60929-1.

Monographien
- The Greek Anthology: Sources and Ascriptions. London 1958.

Zur Geschichte der Klassischen Philologie
- A. E. Housman. A sketch, together with a list of his writings and an index to his classical papers. Cambridge University Press, Cambridge 1936, (online).
- Letters from Cambridge, 1939–1944. Jonathan Cape, London 1945.